# Гренада на летних Олимпийских играх 2020
Гренада участвовала в летних Олимпийских играх 2020 года в Токио. Первоначально Игры должны были пройти с 24 июля по 9 августа 2020 года, но были перенесены с 23 июля на 8 августа 2021 года из-за пандемии COVID-19. Это было десятое подряд выступление страны на летних Олимпийских играх.
Команду Гренады представляли 6 спортсменов: две женщины и четверо мужчин, они соревновались в лёгкой атлетике и плавании.

## Лёгкая атлетика
Легкоатлет Кирани Джеймс занял 3 место в забеге 400 метров.
Чемпион мира по метанию копья 2019 года Питерс Андерсон показал результат 80.42 и не смог выйти в финал.
Многоборец Линдон Виктор соревновался в десятиборье и занял 7 место с результатом 8414 очков.
Мелени Родни не смола пройти отборочный забег среди женщин на 400 метров.

## Плавание
Каждый НОК мог заявить максимум двух спортсменов в каждой дисциплине, но при условии, если оба спортсмена выполнили олимпийское квалификационное время (OQT). Один спортсмен от НОК мог участвовать, если он выполнил олимпийское отборочное время (OST) или если не выбрана квота в 878 спортсменов. МОК также мог допустить до соревнований, независимо от времени (по одному на пол), если у НОК не было пловцов, выполнивших нормативы (OQT и OST).
Квалификационные нормативы должны были быть выполнены на чемпионате мира, континентальных чемпионатах, континентальных квалификационных соревнованиях, национальных чемпионатах и испытаниях или международных соревнованиях, утверждённых ФИНА в период с 1 марта 2019 года по 29 июня 2020 года.
Делрон Феликс в предварительном заплыве 100 метров вольным стилем среди мужчин показал время 52.99 и не вышел в полуфинал.
Кимберли Инс в предварительном заплыве 100 метров на спине среди женщин показала время 1:10.24, квалифицировалась на 41 месте и не вышла в полуфинал.

## Медали
В неофициальном зачёте по общему количеству медалей Гранада заняла 86-е место.
| Бронза |               |                                              |                     |       |
| №      | Спортсмены    | Вид спорта (дисциплина)                      | Дата                | Время |
| 1      | Кирани Джеймс | Лёгкая атлетика (бег на 400 метров, мужчины) | 5 августа 2021 года | 44.19 |

## Знаменосцы
- Знаменосцы на церемонии открытия — Кимберли Инс и Делрон Феликс
- Знаменосец на церемонии закрытия — Кирани Джеймс